# To Die For
To Die For ist ein US-amerikanisch-britischer Spielfilm aus dem Jahr 1995, der dem Genre der schwarzen Komödie zugerechnet wird. Die Regie führte Gus Van Sant, das Drehbuch schrieb Buck Henry anhand eines Romans von Joyce Maynard. Der wiederum beruht auf der wahren Geschichte von Pamela Smart. Die Hauptrollen spielten Nicole Kidman und Matt Dillon.

## Handlung
Zahlreiche Medienleute eilen zu der Bestattung von Larry Maretto, dem Ehemann von Suzanne Stone. Stone steht unter dem Verdacht, am Tod ihres Ehemanns mitschuldig zu sein. Daraufhin erzählen Stone und die Schwester des Getöteten, Janice Maretto, über die Hintergründe.
Janice versucht, ihren alleinstehenden Bruder Larry mit einer ihrer Freundinnen zu verkuppeln; dieser lernt jedoch in einem Club stattdessen Suzanne Stone kennen. Larry überrascht Janice und den Rest der Familie mit der kurz darauf folgenden Hochzeit. Suzanne träumt von einer Karriere beim Fernsehen. Sie versucht mit allen Mitteln, bei einem lokalen Fernsehsender Karriere zu machen. Damit verdutzt sie die anderen Mitarbeiter, die ihr wiederholt sagen, der Sender sei doch nur ein kleiner Sender des Kabelfernsehens. Schließlich wird sie dort als Moderatorin für die Wettervorhersage angestellt.
Suzanne organisiert an der lokalen Schule einen Arbeitskreis, um eine Dokumentation über Jugendliche zu drehen. Einen der Schüler, Jimmy Emmett, der in sie verliebt ist, bringt sie – auch indem sie mit ihm schläft – dazu, ihren Ehemann Larry Maretto zu ermorden. Emmett, einem verstörten Teenager, und dessen Freunden Russell und Lydia macht sie vor, Larry würde sie schlagen und unmenschlich behandeln. Mit der Hilfe von Russell und Lydia tötet Jimmy Larry schließlich. Ihm wird jedoch nach der Tat bewusst, dass Larry ein sanftmütiger Mann war und Suzanne ihn manipuliert hat.
Jimmy, Russell und Lydia werden festgenommen. Es gelingt der Polizei zwar, Beweismittel gegen Suzanne zu sammeln, dennoch wird sie wegen Verfahrensfehlern im Mordprozess freigesprochen. Jimmy und Russell werden zu einer lebenslangen Freiheitsstrafe bzw. 16 Jahren Haft verurteilt. Lydia hatte Straffreiheit garantiert bekommen, da sie der Polizei half, Beweismittel gegen Suzanne zu sammeln.
Larrys Vater nutzt nun seine Verbindungen zur Mafia, um seinen Sohn zu rächen. Der Auftragsmörder lockt Suzanne unter dem Vorwand aus ihrem Haus, ihre Lebensgeschichte veröffentlichen zu wollen. Er tötet sie und versenkt ihre Leiche im See. In der Schlussszene sieht man, wie Larrys Schwester auf dem See Schlittschuh läuft und so buchstäblich auf Suzannes Grab tanzt.

## Kritiken
James Berardinelli schrieb auf ReelViews, der Film sei kein Meisterwerk, aber er sei eine elektrisierende, bunte Produktion, die die Medien satirisch „röstet“. Der Drehbuchautor sei ein „versierter“ („accomplished“) Satiriker; der Filmhumor habe häufig eine intellektuelle Note. Nicole Kidman mache „wundervolle“ Arbeit.
Die Zeitschrift Prisma Online bezeichnete die Darstellung von Nicole Kidman als „erschreckend glaubhaft“. Der Regisseur montiere „geschickt aktuelle Szenen, Rückblicke, Fernsehausschnitte und Interviewszenen zu einer grellen, spannenden und vor allem bitterbösen Mediensatire, bei der dem Zuschauer das Lachen manchmal schon im Halse stecken bleibt.“

Der deutsch-französische Kultursender Arte bewertet den Film so: 

„Diese äußerst schwarze Komödie inszeniert eine junge Frau aus einer Kleinstadt, die zu allem bereit ist um zum Fernsehstar zu werden. To Die For ist eine ätzende Satire über Karrieresucht und Medien. … Die von einer grandiosen Nicole Kidman gespielte Hauptdarstellerin wird als roboterhafte Puppe gezeigt. So furchteinflößend wie sexy, so entschlossen wie fern jeglicher menschlicher Regung. Die erste Hollywood-Produktion in Gus Van Sants Karriere gehört zu seinen besten Filmen. Eine derartige Unbändigkeit hätten wir von diesem wandelbaren Regisseur nicht erwartet. Allerdings finden wir in dieser Auftragsarbeit seinen kritischen Blick auf die US-Gesellschaft ebenso wieder wie sein Gefallen an visuellen Experimenten. Gus Van Sant brilliert auch darin, die von ihm gefilmten Körper zu erotisieren. Seine Porträts der drei verlorenen Teenager nehmen die von Gewalt erschütterten jugendlichen Schicksale in Elephant vorweg.“

Das Lexikon des internationalen Films resümiert: „Eine grelle Mediensatire, die die Auswüchse des Fernsehens mit den Mitteln des Fernsehens entlarven will. Im inszenatorischen Detail gelungener als im dramaturgischen Ganzen, kontrastiert der stark überzeichnende Film in Rückblenden den tatsächlichen Sachverhalt mit seiner Aufbereitung in fernsehtypischen Sendeformen. Das Ergebnis ist ein weniger beunruhigend als vielmehr amüsant angelegtes Bild von Realitätsverlust und verzerrter Wahrnehmung bei Fernsehmachern und -konsumenten.“

## Auszeichnungen
Nicole Kidman gewann für ihre Rolle den Filmpreis Golden Globe Award. Sie gewann außerdem den London Critics Circle Film Award, den Empire Award, den Seattle International Film Festival Award (Golden Space Needle Award), den Boston Society of Film Critics Award und den Southeastern Film Critics Association Award; für den BAFTA Award, den American Comedy Award, den Academy of Science Fiction, Fantasy & Horror Films Award (Saturn Award) und den MTV Movie Award wurde sie nominiert.
Nicole Kidman, Joaquin Phoenix und Illeana Douglas wurden für den Chlotrudis Award nominiert. Buck Henry wurde für den Edgar Allan Poe Award nominiert.
Die Deutsche Film- und Medienbewertung FBW in Wiesbaden verlieh dem Film das Prädikat wertvoll.
Außerhalb des Wettbewerbs lief der Film bei den Festspielen in Cannes 1995.

## Hintergründe
Die Produktionskosten betrugen circa 20 Millionen US-Dollar. Der Film spielte in den Kinos der USA ca. 21,3 Millionen US-Dollar ein.